# Haichao
Haichao (kinesiska: 海潮镇, 海潮) är en köping i Kina. Den ligger i provinsen Sichuan, i den sydvästra delen av landet, omkring 220 kilometer sydost om provinshuvudstaden Chengdu. Antalet invånare är 25 213. Befolkningen består av 12 559 kvinnor och 12 654 män. Barn under 15 år utgör 19,0 %, vuxna 15-64 år 67 %, och äldre över 65 år 13,0 %.
Genomsnittlig årsnederbörd är 1 447 millimeter. Den regnigaste månaden är september, med i genomsnitt 284 mm nederbörd, och den torraste är januari, med 27 mm nederbörd.